# 김홍선 (항일 운동가)
김홍선(金洪善, ? ~ 1933년 7월)은 일제강점기의 공산주의 운동가이자 독립 운동가였다. 만주 룡정현의 동흥중학교 교사로 활동했고, 그의 동생 김책은 그가 재직하던 동흥중학교에 입학하였다. 여러 가명을 썼으며, 가명은 김성, 김홍선(金弘善), 김홍헌(金洪憲), 반경유(潘慶由) 등이 있다. 함경북도 학성군 학성면 수사리(김책시 옥천동) 출신.

## 가족 관계
- 동생 : 김책(金策, 1903년(?) 8월 14일 ~ 1951년 1월 31일)
  - 조카 : 김국태(金國泰, 1924년 8월 27일 ~ 2013년 12월 13일)
- 동생 : 김홍희(다른 이름은 김종희)